# Workin' Overtime
Workin' Overtime è il diciassettesimo album in studio della cantante statunitense Diana Ross, pubblicato nel 1989 dalla Motown.

## Tracce
1. Workin' Overtime – 4:17
2. Say We Can – 4:20
3. Take the Bitter with the Sweet – 3:51
4. Bottom Line – 4:05
5. This House – 5:34
6. Paradise – 3:54
7. Keep On (Dancin') – 4:33
8. What Can One Person Do – 3:18
9. Goin' Through the Motions – 3:54
10. We Stand Together – 5:07